# Їхали козаки
«Ї́хали козаки із До́ну додо́му» («Ой ти Галю») — українська народна пісня, що здобула широку популярність у другій половині XX століття після виконання її Кубанським козачим хором. Входить до репертуару багатьох виконавців та колективів України, зокрема Воплі Відоплясова та Stelsi.
Пісня розповідає про козаків, що повертаються з Дону додому. В одному з містечок вони зустрічають дівчину, яку переконують покинути батьківщину та поїхати з ними, після чого спалюють дівчину, прив'язавши до сосни. На сюжет зваблення дівчини заїжджими мандрівниками існує багато різних українських та білоруських народних пісень. Відомі також варіанти «Їхали чумаки», «Їхали татари». Пісню відносять до моралістичних і весільних пісень, спалення дівчини під сосною символізує перехід від дошлюбного стану до стану дружини. 

## Сюжет пісні
Пісня «Їхали козаки із Дону додому» має кілька варіантів, один із яких описує трагічну долю дівчини на ім'я Галя. Козаки, повертаючись додому, зустрічають дівчину, яку переконують поїхати з ними. Однак замість обіцяного кращого життя вони прив'язують її косами до сосни та спалюють. Пісня слугує застереженням для молодих дівчат щодо небезпеки довірливості. Галя, погодившись піти з незнайомими козаками, опиняється в смертельній пастці. В деяких варіантах пісні Галя може бути врятована козаком, який випадково опиняється поруч:
|  | Обізвався козак: Я в полі ночую, Я твій голосочок Здалека почую |

.

## Варіанти сюжету
Пісня «Їхали козаки із Дону додому» належить до популярного в Україні сюжетного типу пісень про долю дівчини, яка була зведена (зваблена) заїжджими чоловіками, часто чужоземцями. У різних варіантах цих пісень такими зводителями виступають волохи, донці, чорноморці або просто невизначені чужоземці. Цей мотив, що відображає трагічну долю дівчини, яку обманюють чи піддають насильству, є одним із ключових у традиційній українській народній творчості. Пісні цього типу привертали увагу таких дослідників, як Михайло Костомаров, Олександр Потебня, Іван Франко, Климент Квітка та інші, які розглядали їх як відображення соціальних, моральних і культурних реалій свого часу. У цих піснях, за визначенням Івана Франка, «дівчина показується просто одуреною, ошуканою, або й насильно зганьбленою». Дослідники виокремлюють два основних варіанти розвитку сюжету: в одному з них звабник кидає дівчину у воду, зазвичай у Дунай, а у другому спалює підмовлену дівчину. Климент Квітка у розвідці «Українські пісні про дівчину, що помандрувала з зводителем» зазначає: «Історія, що кінчиться топленням дівчини, характеристична найбільше для поляків. <…> Пісні такого змісту українською мовою існують у північно-західній частині України, але й там вони рідші, ніж пісні, що кінчаться спаленням дівчини». Водночас мотив спалення, хоч і чужий для західноєвропейських та польських пісень на цю тему, набув значної популярності в Україні. 
Олександр Потебня у розділі «Спалення шинкарки» своєї фундаментальної праці «Пояснення малоросійських і споріднених народних пісень» детально аналізує один із найпоширеніших варіантів цього сюжету — зваблення дівки-шинкарки трьома молодиками. У різних версіях пісень чи колядок ці молодці можуть бути козаками, донцями, волохами або просто чужоземцями. Наприклад, у тексті одного з варіантів пісні зводителями виступають донські козаки: 
|  | Ой там на горі стояла корчма, А у тій корчмі та два донці п'ють. Що один донець горілочку п'є, А другий донець все гроші дає, З собою шинкарку да й підманює |

Цей уривок ілюструє типову схему зваблення: дівчину спокушають обіцянками, багатством чи солодкими словами, переконуючи її покинути звичне життя. Далі сюжет розгортається трагічно:  
|  | Дурна шинкарка да й послухала, Сіла з донцями да й поїхала. Як прив'язали вниз головою, Запалили сосну з низу да в гору. |

Цікаво, що існує російськомовний донський варіант цієї пісні, який, на думку Потебні, є запозиченням із української традиції. Він припускає, що мандрівний сюжет перейшов на Дон разом із козацькими міграціями чи культурними обмінами, адаптувавшись до місцевих умов. Наприклад, у донському варіанті акцент може зміщуватися на героїзацію козаків, тоді як в українському оригіналі центральною залишається трагедія дівчини.   
Потебня вважає, що як мотиви втоплення дівчини у Дунаї, так і мотиви спалення можуть мати міфологічну основу. Дівчина, яка тоне символізує захід сонця, а спалена — зорю при сході чи заході сонця. Також він вбачає у цій пісні відголосок давньогрецького міфа про Аполлона і Дафну. Костомаров каже, що мотив спалення жінки, прив'язаної до сосни, дуже древній, належить до міфологічного періоду, в якому вбачається або принесення у жертву, або стародавня кара дівчини, що втратила цноту, або страта за чаклунство.   
Іван Франко полемізує з ними і вважає недоречними віднесення їх до ряду пісень символічних, "в котрих криються сліди давнього слов’янського чи навіть арійського культу природи", вбачає джерела цих мотивів у сюжетах середньовічних західноєвропейських новел. Іван Франко вбачає певні аналогії з драмою Шекспіра «Тіт Андронік», де два королевичі ґвалтують і страшно калічать в лісі доньку Тіта, Лавінію. Загалом цей мотив у германських і романських народів зустрічається часто, і на доказ наводить у власному перекладі німецьку пісню зі збірника пісень Арніма і Брентано «Des Knaben Wunderhorn»:
|  | Прийшли три злодії зі східного краю, Вони за трьох графів себе видавали, Прибули під дім господині-шинкарки.. |

## Мелодія пісні
Пісня «Їхали козаки із Дону додому» – це зразок маршово-ліричної козацької пісні з чіткою ритмікою, плавною мелодикою та мінорною ладовою основою. Вона має просту, але виразну гармонію, що дозволяє легко виконувати її як у сольному, так і у хоровому варіанті. Пісня має незвичне поєднання жорстокого сюжету з танцювальною формою мелодії. 

## Варіанти тексту
| Їхали козаки із Дону додому, Підманули Галю, забрали з собою. Ой ти, Галю, Галю ж молодая, Підманули Галю, забрали з собою. Поїхали з нами, з нами козаками, Лучше тобі буде, чим в рідної мами. Ой ти, Галю, Галю ж молодая, Лучше тобі буде, чим в рідної мами. Везли, везли Галю темними лісами, Прив'язали Галю до сосни косами. Ой ти, Галю, Галю ж молодая, Прив'язали Галю до сосни косами. Розбрелись по лісу, назбирали хмизу, Підпалили сосну від гори до низу. Ой ти, Галю, Галю ж молодая, Підпалили сосну від гори до низу. Ой ти, Галю, Галю ж молодая, Підпалили сосну від гори до низу. Горить, горить сосна, горить та палає, Кричить Галя криком, кричить та волає. Ой ти, Галю, Галю ж молодая, Кричить Галя криком, кричить та волає. Хто у лісі буде, хай мене почує, Той хто дочок має, хай їх научає. Ой ти Галю, Галю ж молодая, Той хто дочок має, хай їх научає. Ой ти Галю, Галю ж молодая, Той хто дочок має, хай їх научає. |  | Їхали козаки (чумаки) із Дону додому, Підманули Галю, забрали з собою. Ой ти, Галю, Галю молодая, Підманули Галю, забрали з собою. Ой довезли Галю до густого жита, Ой вертайся, Галю, бо будеш ти бита! Ой ти, Галю, Галю молодая, Ой вертайся, Галю, бо будеш ти бита! А я не вернуся, з вами забарюся, Варіант:... з вами зостануся, З вами, козаками, в чужий край заб'юся. Ой ти, Галю, Галю молодая, З вами, чумаками, в чужий край заб'юся. Ой довезли Галю до густого лісу, Ой вертайся, Галю, бо ми тут повісим! Ой ти, Галю, Галю молодая, Ой вертайся, Галю, бо ми тут повісим! Прив'язали Галю до сосни плечима. До сосни плечима, на Дунай очима. Ой ти, Галю, Галю молодая, Прив'язали Галю до сосни косима. Заїхали у ліс, назбирали хмизу, Запалили сосну ізгори донизу. Ой ти, Галю, Галю молодая, Запалили сосну ізгори донизу. Сосна догоряє, Галина гукає: «Хто в лісі ночує — нехай поратує!» Ой ти, Галю, Галю молодая, «Хто в лісі ночує — нехай поратує!» А хто дівок має, нехай научає: Із захода сонця в хату запускає. Ой ти, Галю, Галю молодая, Із захода сонця гулять не пускає! Обізвався козак з зеленого гаю: — Я твій голосочок здалека впізнаю! Ой ти, Галю, Галю молодая, Я твій голосочок здалека впізнаю! |  | ЇХАЛИ ЧУМАКИ Їхали чумаки із Дону додому Та й манили Галю, забрали з собою.° Ой ти, Галю, ходім, Галю, з нами, Буде тобі краще, як в рідної мами. Вели, вели Галю темними лугами, Прив'язали Галю до сосни косами, Запалили сосну обома краями. Сосна догоряє, Галя промовляє: «А хто в лісі чує — нехай поратує! А хто дочок має — нехай наущає: Ні пізно, ні рано гулять не пускає. А я ж, молодая, по ночам ходила, Через те я свою головку втопила». °Парні рядки співаються двічі. |